# Wistanstow
Wistanstow – wieś w Anglii, w hrabstwie Shropshire. Leży 28 km na południe od miasta Shrewsbury i 214 km na północny zachód od Londynu.